# Liptáktelep
A Liptáktelep Budapest XVIII. kerületének egyik városrésze.

## Fekvése

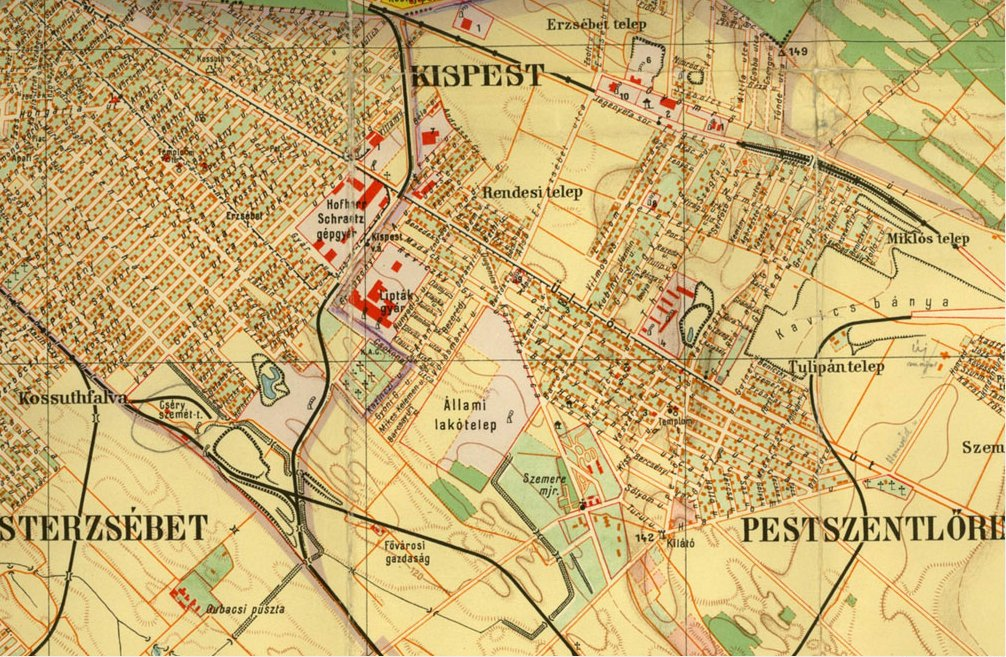
A telep elhelyezkedése az Állami lakótelep mellett egy 1930 körüli térképen

Határai: az Üllői út a MÁV lajosmizsei vonalától – Bartók Lajos utca – Reviczky Gyula utca – Vörösmarty utca – Barcsay utca – Kolozsvár utca – a Kispesti temető déli fala – Csapó utca – Puskás Ferenc út – a MÁV lajosmizsei vonala az Üllői útig.

## Története

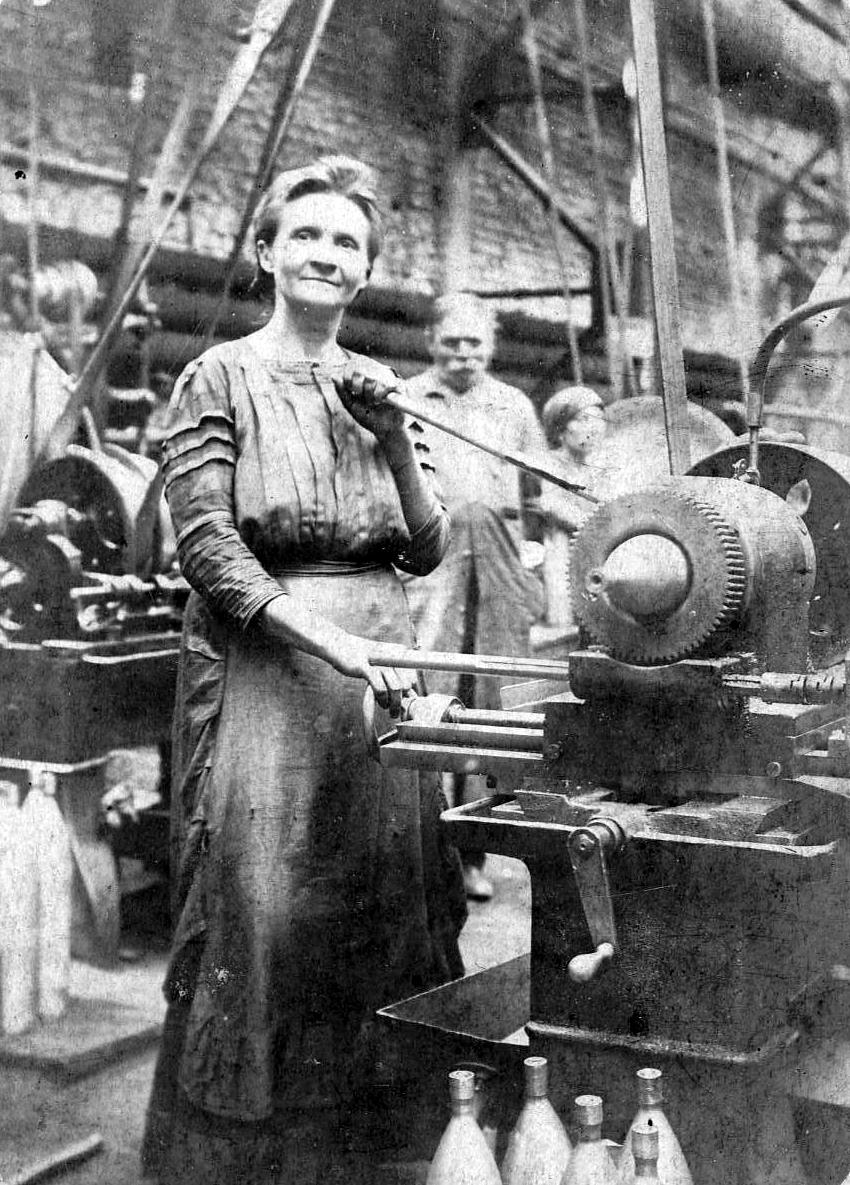
Munkásnő a Lipták gyár lőszertelepén

Az 1910-es évek végén Lipták Pál (1874–1926) mérnök, építési vállalkozó, jelentős területet vásárolt meg ipari beruházása számára: martinacélgyárat és hengerdét létesített. Ennek az épületeiben hozták létre 1949-ben a Lőrinci Hengerművet. A szomszédos területen 1900-tól 1920-ig  családi házakkal beépült környéket Lipták Pálról nevezték el. 
A terület 1909 óta Pestszentlőrinchez tartozik.